# Cultura Saliagos
La Cultura di Saliagos (4300-3700 a.C.), l'ultima cultura del neolitico cicladico (delle isole Cicladi), è caratterizzata da insediamenti formati da costruzioni con ambienti e pareti rettangolari, priva di cimiteri. Le sue ceramiche di argilla scura erano lucide, decorate con motivi geometrici, rettilinei e curvilinei di colore bianco e avevano manici sporgenti con bordi dritti, un fondo piatto e, generalmente, un piedistallo.
Con l'ossidiana venivano prodotte punte, punte sfaccettate taglienti, rasoi, punte di frecce, e altri strumenti; il marmo veniva utilizzato per produrre vasi e figurine, conchiglie per cucchiai e ossa per zappe e attrezzi. La base economica della cultura era l'agricoltura (grano, orzo), l'allevamento (ovini, caprini, suini, bovini) e la pesca (tonno e molluschi).